# Gran Cometa de 1861
El Gran Cometa of 1861 nombre oficial C/1861 J1 y 1861 II,
fue un cometa que llegó a ser observado a simple vista durante aproximadamente 3 meses. Fue clasificado como un Gran cometa, uno de ocho en el siglo XIX.
Fue descubierto por John Tebbutt en Windsor Nueva Gales del Sur, Australia, el 13 de mayo de 1861, con una magnitud evidente de +4, un mes antes de su perihelio (el 11 de junio). No fue visible en el hemisferio norte hasta el 29 de junio, pero  llegó antes  la noticia del descubrimiento del cometa.
El cometa de 1861 actuó recíprocamente con la Tierra de un modo casi sin precedentes. Durante dos días, cuando el cometa estaba en su punto más cercano (0,1326 UA unidades astronómicas), la Tierra  en realidad estaba dentro de la cola del cometa, y podía ser visto las corrientes de material cometario que convergían hacia el distante núcleo. De día también el gas y el polvo del cometa  obscurecieron el Sol.
A mediados de agosto el cometa era más visible al ojo desnudo, pero fue visible en telescopios hasta mayo de 1862. Fue calculada una órbita elíptica con un período de aproximadamente 400 años, que indicaría una visita anterior para el siglo XV, y una vuelta en el siglo XXIII.
Para 1992 este Gran Cometa había viajado más de 100 UA del Sol, haciéndolo aún más lejos que el planeta enano Eris. El cometa tendrá su afelio alrededor de 2063. 
I. Hasegawa y S. Nakano sugirieron que este cometa es idéntico al C/1500 H1.